# Allylbutyrat
Allylbutyrat ist ein Carbonsäureester, der sich von Allylalkohol und Buttersäure ableitet.

## Gewinnung und Darstellung
Allylbutyrat kann durch Reaktion von Allylalkohol und Buttersäure in Gegenwart von konzentrierter Schwefelsäure oder p-Toluolsulfonsäure in Benzol gewonnen werden.

## Eigenschaften
Allylbutyrat inhibiert in Mäusen die Histon-Deacetylase und hemmt das Wachstum von erythroleukämischen Zellen. Allylbutyrat stimuliert die Keimung von Teliosporen des Bohnenrosts.

## Reaktionen
In einer radikalischen Polymerisation können Copolymere aus Vinylacetat und Allylbutyrat hergestellt werden.

## Verwendung
Allylbutyrat ist ein synthetischer, nach Äpfeln riechender Aromastoff. In der EU ist es unter der FL-Nummer 09.054 als Aromastoff für Lebensmittel allgemein zugelassen. Es wird auch als Aromastoff in Tierfutter verwendet.

## Toxikologie
Der orale LD50-Wert bei Ratten wurde zu 250 mg/kg Körpergewicht bestimmt. Die Vergiftung führt zu Abmagerung und Depressionen. Der Tod tritt nach einigen Studen bis mehreren Tagen ein.